# اوتاسلاویتسه
اوتاسلاویتسه (به چکی: Otaslavice) یک منطقهٔ مسکونی در جمهوری چک است که در ناحیه پروستییوو واقع شده‌است.
 اوتاسلاویتسه ۷٫۶۸ کیلومتر مربع مساحت و ۱٬۲۸۰ نفر جمعیت دارد و ۲۵۰ متر بالاتر از سطح دریا واقع شده‌است.